# پیشین‌آبشش‌داران
پیشین‌آبشش‌داران (نام علمی: Protobranchia) نام یک زیررده از رده دوکفه‌ای‌ها است.